# Newsweek Views the News
Newsweek Views the News (también conocido como Newsweek Analysis) era un programa de televisión estadounidense, emitido en la fenecida cadena DuMont. Se emitió entre 1948 y 1950. Era un programa de asuntos públicos presentado por Ernest Lindley. Los editores de la revista Newsweek entrevistaban a los invitados y discutían los eventos noticiosos de la actualidad de aquel entonces.
El programa, producido y distribuido por DuMont, se emitía en vivo los lunes en la noche a las 20:00  en la mayoría de las estaciones afiliadas a DuMont. El último episodio fue emitido el 22 de mayo de 1950, y DuMont reemplazó el programa con Visit with the Armed Forces.
Se conoce de dos episodios de este programa que aún existen grabados en kinescopios. Estos episodios fueron titulados "Casebook of Treason" y "The Far East", y se encuentran preservados en el Archivo de Cine y Televisión de la Universidad de California en Los Ángeles.